# Hotel d’Angleterre (Kopenhagen)

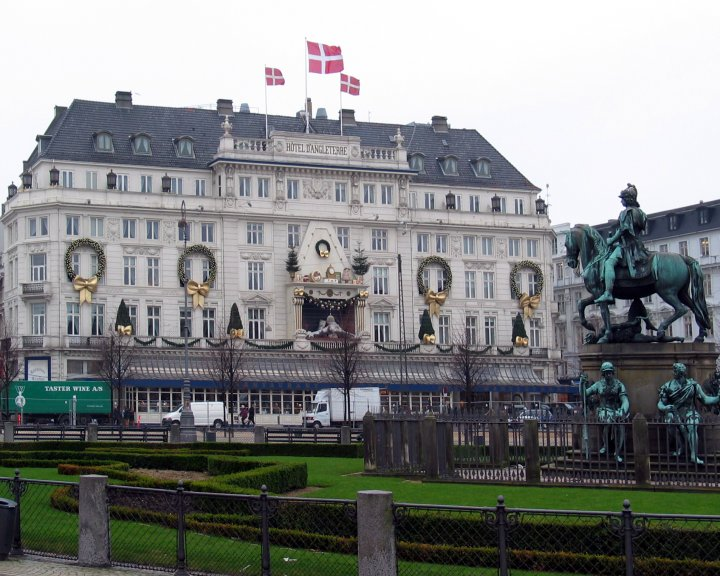
Das Hotel im Jahr 2004

Das Hotel d’Angleterre oder auch nur d’Angleterre ist ein Luxushotel am Kongens Nytorv in Kopenhagen, der Hauptstadt Dänemarks.

## Geschichte
Die Ursprünge des Hotels liegen in einer an der Ecke Laxegade und Vingårdstræde am 5. Mai 1755 gegründeten Ausflugsstätte. Der Lothringer Jean Maréchal (1732–1776) erhielt fünf Jahre später das königliche Privileg der „Herbergerer“. Nach seinem Tod führte seine Witwe Anna Marghrete elf Jahre lang das Geschäft, ehe 1787 es von Gottfried Raue (1748–1810) übernommen wurde. Dieser baute die Unterkunft aus und benannte sie „Hotel d’Angleterre“.
Bei einem großen Brand in Kopenhagen im Juni 1795 brannte das Hotel vollständig ab, woraufhin Raue den ursprünglich von Storkansler Friedrich von Ahlefeldt gebauten „Gramske Gård“ an der Ecke Kongens Nytorv und Østergade kaufte und diesen zum Hotel ausbaute. Nach Raues Tod übernahm dessen langjähriger Kompagnon und Schwiegersohn die Hotelleitung. Er ging jedoch nach dem Staatsbankrott 1813 ebenfalls bankrott.
Nach einer Zwangsauktion 1817 wechselte das Hotel mehrfach den Besitzer, bis es am 23. Dezember 1872 von „Det Kjøbenhavnske Bygge-Selskab“ gekauft wurde. Hiernach erfolgte ein Umbau des Hotels, das am 29. April 1875 wiedereröffnet wurde. Seitdem fanden weitere Verkäufe statt; so war zwischen 1898 und 1909 Carl Jacobsen sein Besitzer. Nach einem Brand am 4. März 1915 und nachfolgendem Umbau wurde das Hotel 1917 an eine eigene Betreibergesellschaft verkauft, die A/S Hotel d’Angleterre.
1965 diente das Hotel als Drehort für den Film Der zerrissene Vorhang.
Von 2011 bis 2013 wurde das Hotel renoviert.
Heute gehört das Hotel zu dem Hotelleriemarketingverband The Leading Hotels of the World Ltd.

## RestaurantMarchal
Ronny Emborg ist Chefkoch des Marchal, welches sich im Hotel befindet. Das Restaurant, dessen Gerichte eine Mischung der klassischen französischen und der neuen nordischen Küche sind, ist 2014 im MICHELIN Guide Main Cities of Europe mit einem Stern bewertet worden.